# Restream
Restream — це стрімінговий сервіс із головним офісом в Остіні, Техас. Дозволяє одночасно транслювати відеоконтент на кілька платформ, включно з Facebook, YouTube, Twitch та LinkedIn.

## Історія
Restream — це українсько-американський стартап, заснований 2014 року Олександром Худою та Андрієм Суржинським, Худа є генеральним директором компанії.
2021 року компанія оцінювалася в $220-250 млн, посідаючи № 5 у рейтингу стартапів за версією українського Forbes.
Restream спершу працював як платформа для геймерів і стримерів, згодом став маркетинговим інструментом для бізнесу. Сервісом, серед інших, був використаний чинним президентом США Джо Байденом. У компанії дізналися про це після того, як Restream взяли інтерв'ю у пресслужби президента. Також серед користувачів сервісу: Slack, Linkedin, Microsoft, Mailchimp, Dyson, телеканал Discovery, британська студія Boiler Room.
Restream співпрацював з кіберспортивною організацією G2 Esports, мав колаборацію із виробником інтерактивних камер для смартфонів pod Pivo, та з AMD для інтеграції в сервіс Radeon ReLive.
2017 року Restream запровадив платні акаунти, що дозволяють стрімити на 30+ платформи одночасно, транслювати через RTMP-посилання та прибирати логотип Restream зі стрімів. Того ж року Restream запровадила підтримку AfreecaTV, Bilibili, YouNow, Smashcast, Picarto.TV та партнерство з XSplit та vMix.
2018 року Restream мав 1 мільйон користувачів. У вересні було запроваджено прямі трансляції до Facebook. 2019 року запроваджено підтримку DLive, у лютому почалося партнерство з LinkedIn. Згодом було додано підтримку Mixer FTL, Facebook Gaming та запроваджено стрімінг на Facebook Live для безкоштовних акаунтів.
2020 року LinkedIn запустили стрімінговий сервіс LinkedIn Virtual Events з Restream.
2020 року, під час пандемії коронавірусу, компанія надала безкоштовний сервіс неполітичним гуманітарним групам та медичним організаціям, які допомагали постраждалим. ВООЗ використовувала Restream для обміну інформацією, проводячи щоденні прес-конференції та трансляції. Італійський регіон Ломбардія, що найбільше постраждав від COVID-19, використовував Restream для трансляцій. П'єрфранческо Галліцці, редактор прес-агентства регіону, пояснив, що це допомогло охопити всіх жителів регіону в основних соцмережах.
На початок 2022 року Restream мав 5 млн користувачів, щоденно платформою користувалися понад 100 тисяч осіб.

## Благодійність
З 2022 року Restream підтримує благодійні заходи для допомоги постраждалим у російсько-українській війні українським родинам та робить внески до благодійних організацій. Зокрема, було підтримано побудову будинків для сімей, що залишились без житла, спільно з фондом Сергія Притули.

## Основні продукти

### Багатопотоковий стрімінг
Основна послуга Restream — хмарна онлайн-трансляція, що дозволяє автору транслювати відео на різні стрімінгові сервіси, відеосайтиодночасно. Сервіс працює з 35 потоковими платформами з США, Британії, КНР, Індії, Німеччини, Японії та Кореї, дозволяє транслювати потоки на будь-яку платформу з підтримкою RTMP.